# Liste kasachischer Komponisten klassischer Musik
Diese Liste enthält bekannte kasachische Komponisten der klassischen Musik.
- Jamilia Jazylbekova (* 1971)
- Shamshi Kaldayakov (1930–1992)
- Sehyung Kim (* 1987)
- Quddys Qoschamijarow (1918–1994)
- Qurmanghasy Saghyrbajuly (1823–1896)
- Alexander Satajewitsch (1869–1936)
- Achmet Schubanow (1906–1968)
- Ghasisa Schubanowa (1927–1993)
- Aigerim Seilova (* 1987)
- Mukan Tulebajew (1913–1960)
- Seken Turysbekow (* 1961)
- Artjom Wassiljew (* 1974)